# Norra Djurgården
Norra Djurgården est un quartier du district Norra innerstaden de Stockholm en Suède,.

## Description
Norra Djurgården a été créée en 1926 en tant que quartier de Stockholm.
La superficie du quartier est de 6,3 kilomètres carrés.
Norra Djurgården est une ancienne zone de chasse royale.
Aujourd'hui, il abrite, entre-autres, l'université de Stockholm et le stade olympique de Stockholm.
L'ensemble du quartier, à l'exception du Campus Valhallavägen (sv) de l'école royale polytechnique et de Ruddammen, fait partie du parc national urbain royal, le premier parc urbain national au monde et le seul de Suède.
La zone de développement urbain Norra Djurgårdsstaden (sv) est parfois confondue avec le quartier Norra Djurgården, car les constructions érigées au cours des dix premières années du projet ont touché Norra Djurgården. Cependant, Norra Djurgårdsstaden est principalement située dans les quartiers de Hjorthagen et Gärdet

## Géographie
Norra Djurgården borde les quartiers de Hjorthagen, Östermalm, Ladugårdsgärdet et Vasastaden (sv), les quartiers  Haga et Bergshamra de la commune de Solna ainsi que la commune de Danderyd et la commune de Lidingö.
Une grande partie du quartier est boisée, notamment le parc Lill-Jansskogen.
Norra Djurgården a de longues rives le long de Brunnsviken (3 500 mètres), de Lilla Värtan (3 800 mètres), d'Ålkistan (180 mètres) et de Husarviken (800 mètres).
Dans le quartier, il y a cinq lacs plus petits, Laduviken, Lappkärret, Solfångardammen, Lillsjön et Uggleviken dont les deux derniers sont envahis par la végétation.
Comme leurs noms l'indiquent, Laduviken, Brunnsviken et Uggleviken étaient autrefois des baies maritimes.
En raison du soulèvement des terres, de l'envasement et des constructions, Husarviken et Brunnsviken sont les seuls à avoir encore un lien avec le lac Saltsjön,.
.

## Bâtiments, lieux et institutions
L'école royale polytechnique et l'Université de Stockholm sont les plus imposants bâtiments publics.
Le quartier dispose de plusieurs installations sportives, dont le stade olympique de Stockholm, l'Östermalms IP (sv), le Kungliga tennishallen (sv) et le stade de tennis (sv).
Sur Norra Djurgården, des deux côtés de Björnäsvägen, se trouve les jardins familiaux de Söderbrunn (sv).
Créée en 1905, il s'agit de la zone de jardins familiaux la plus ancienne de Stockholm et elle est encore utilisée.

## Vues de Norra Djurgården

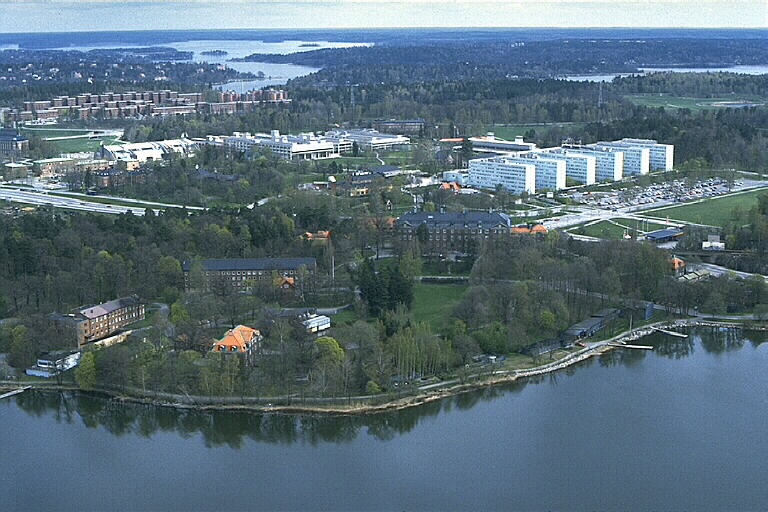
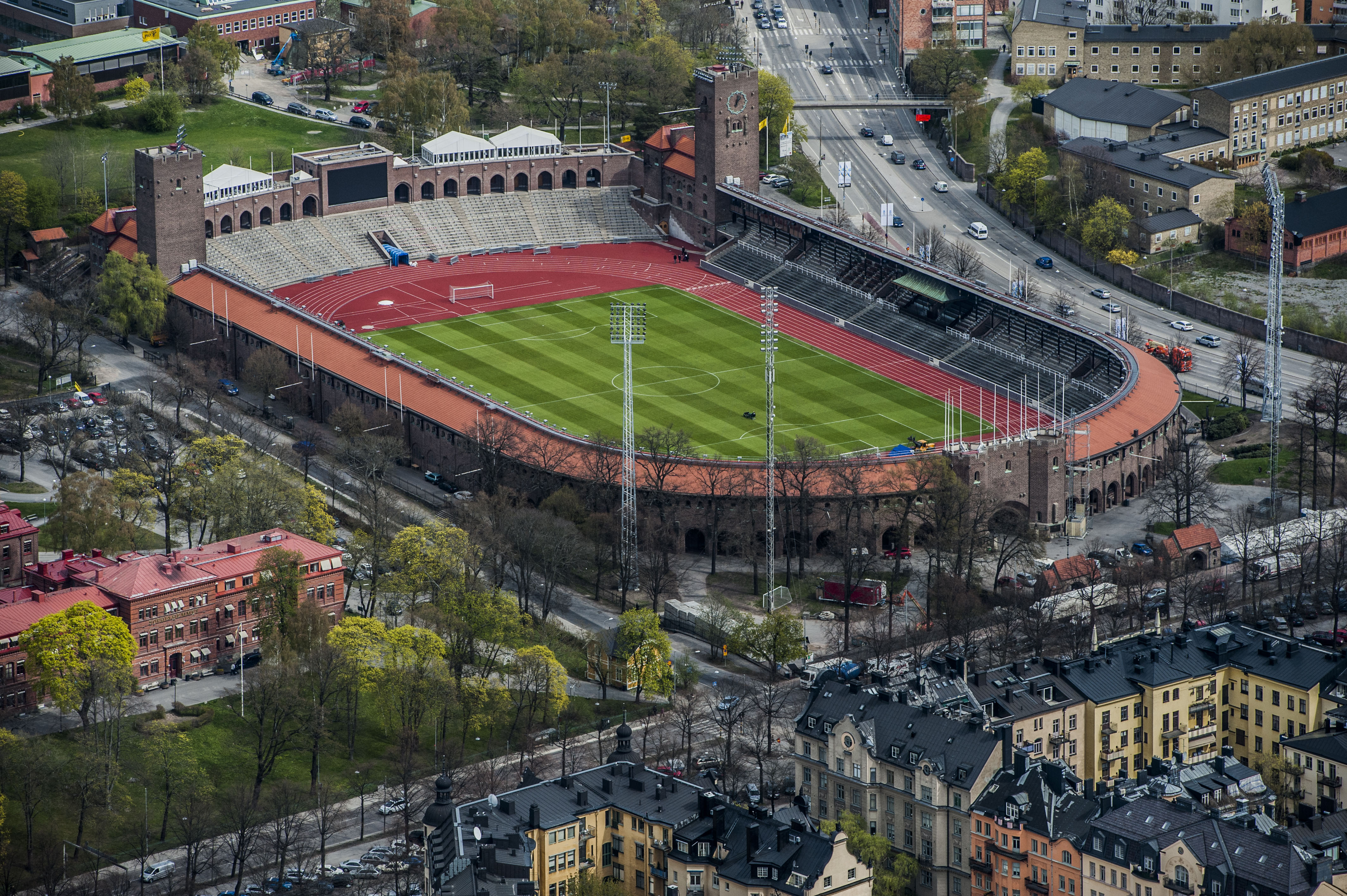
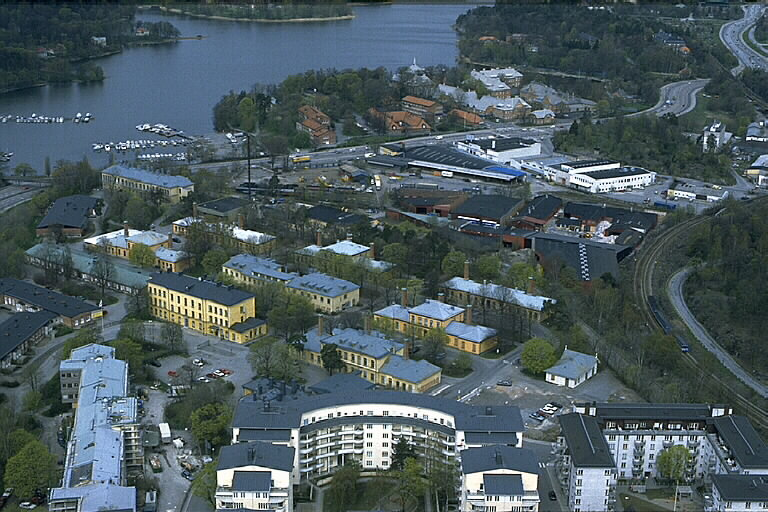
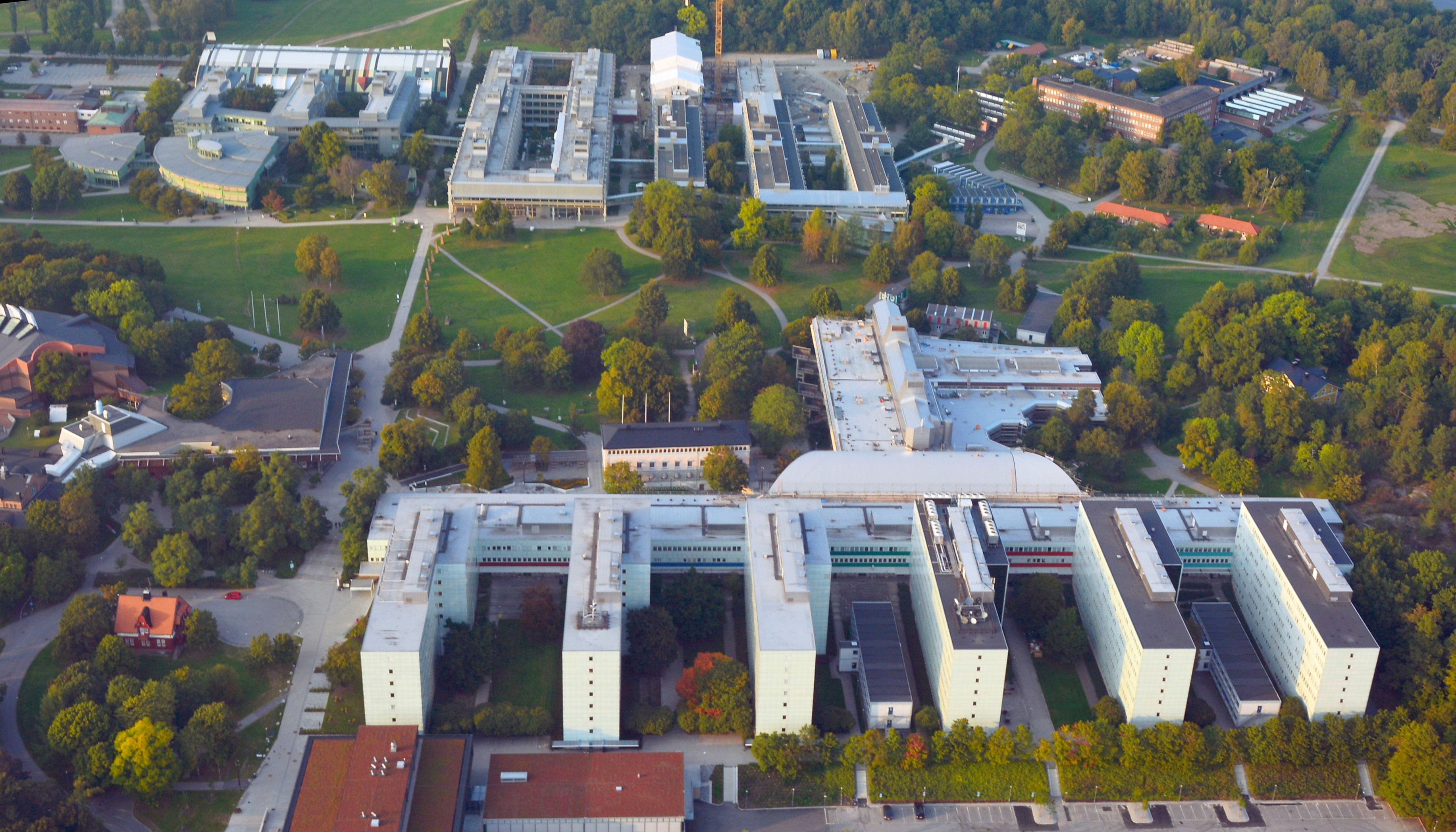